# Warren Weir
Warren Weir (født 21. oktober 1989 i Trelawny) er en jamaicansk sprinter, som har specialiseret sig på
200 meter distancen. Han vandt bronze på 200 meter under Sommer-OL 2012. 